# فرانسوا دوبوردو
فرانسوا دوبوردو (انگلیسی: François Dubourdeau؛ زادهٔ ۴ دسامبر ۱۹۸۰) بازیکن فوتبال اهل فرانسه است.
از باشگاه‌هایی که در آن بازی کرده‌است می‌توان به باشگاه فوتبال کیلمارنوک، باشگاه فوتبال ساوتپورت، باشگاه فوتبال مادرول، باشگاه فوتبال آکرینگتون استنلی، باشگاه فوتبال بوردو، و باشگاه فوتبال داندی اشاره کرد.